# Limfoblast

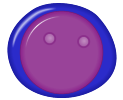
Limfoblast

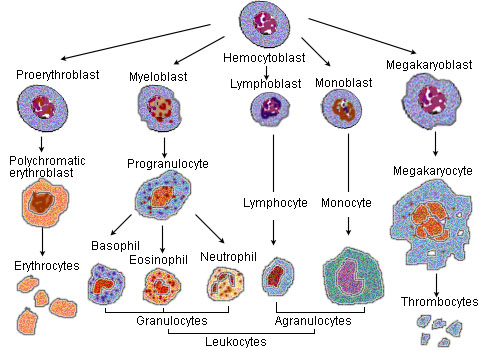
Llinatge de la cèl·lula sanguínia

Un limfoblast, en anglès:lymphoblast, és una cèl·lula precursora limfoide immadura (naive), que difereix del limfòcit madur. Els limfoblasts es troben a la medul·la òssia normal, en proporció petita. En comparació amb el limfòcit madur, el limfoblast presenta major abundància citoplasmàtica i nucli cel·lular amb la cromatina menys condensada. La seva mida es troba entre 10 i 20 μm. Els limfoblasts es poden distingir al microscopi dels mieloblasts pel fet de tenir nuclèols menys distingibles, més cromatina condensada, i l'absència de grànuls citoplasmàtics.